# Music (豊崎愛生の曲)
「music」（ミュージック）は、豊崎愛生の5枚目のシングル。2012年1月25日にミュージックレインから発売された。

## 概要
前作「春風 SHUN PU」から約9ヶ月ぶりのリリースとなる2012年1作目のシングル。初回限定盤には表題曲のPVを収録したDVDが収録されている。豊崎自身もレコーディングに関しては、何も考えず、聴いた人が元気になるように祈りを込めて歌った事を明かしている。

## チャート成績
2012年2月6日付のオリコン週間シングルチャートで12位を獲得。初動売上は0.9万枚を記録し、前作「春風 SHUN PU」から売上が減少した。オリコンデイリーシングルチャートでは、1月24日、25日付と2日連続でデイリートップ10入りを維持した。
2012年2月6日付のビルボードチャートでは、Billboard JAPAN HOT 100で77位、Billboard JAPAN Hot Singles Salesで10位、Billboard Hot Animationで6位を獲得した。
2012年1月23日から1月29日調査分のサウンドスキャンの週間シングルCDソフトTOP20で12位、2012年1月28日付のFRIDAY SUPER COUNTDOWN 50で41位、2012年2月4日放送分の『COUNT DOWN TV』内のThis Week's TOP 100では17位をそれぞれ獲得した。

## 批評
hotexpressの杉岡祐樹は、「優しいようで奥まで届くまっすぐな声質と、時折交えられる声優系独特の節回し。豊崎愛生というパーソナリティがしっかり活きている、つまりは彼女が歌う必然性までもが備わっているのだ。」、。CDジャーナルは、「彼女の柔らかな歌声を最大限に活かした上質なポップ・ナンバーに仕上がった。」と評した。

## 収録曲
CD
1. music [4:46]
作詞：つじあやの、作曲：ミト、編曲：コトリンゴ・後藤勇一郎カルテット・ぺさま・よしうらけんじ
ギター・ベースをクラムボンのミト、ウクレレをつじあやの、ピアノをコトリンゴ、ドラムをクラムボンの伊藤大助がそれぞれ担当している[4][5]。
「進化しつつ変わらない自分」をテーマに、進化、飛翔をイメージして作られた楽曲。歌詞にも「羽」というキーワードが取り入れられており、同じフレーズが登場せず、サビも繰り返されている箇所がある[4]。
なお、編曲と演奏は多くの同じミュージシャンが担当しているが、ブックレットの表記は"よだれ虫オールスターズのみなさん"となっている。
エフエムあまがさき『ポジポジあまbon!』オープニングテーマ。
2. anniversary [3:34]
作詞・作曲・編曲：仁科亜弓
豊崎曰く「近くて温かかくて、そばにいる感じがする曲」であるという[6]。
3. music（Instrumental）

DVD（初回限定盤のみ）
1. music Music Clip
2. music TV spot(15sec+30sec)